# Серђи Бругера
Серђи Бругера и Торнер (кат. Sergi Bruguera i Torner; рођен 16. јануара 1971) је бивши шпански тенисер. Двоструки је победник Ролан Гароса у појединачној конкуренцији и освајач је сребрне медаље на Олимпијским играма.

## Каријера
Серђи Бругера је био шпански јуниорски првак 1987. године. У првој години на АТП турнирима освојио је титулу на челенџеру у Каиру. Завршио је годину као светски број 26, па му је припала награда од АТП-а за највећи напредак у години.
Стекао је углед као специјалиста за шљаку играјући у раним 1990-им годинама.
Године 1993. је највише захваљујући победама над Питом Сампрасом и Андријом Медведевом, стигао до финала Ролан Гароса где је играо против Џима Куријера. Иако је Куријер био велики фаворит, титулу је однео Бругера у пет сетова, а те године је освојио још 4 турнира.
Следеће 1994. године је одбранио титулу на Ролан Гаросу победивши у финалу земљака Алберта Берасатегија са 3:1.
Освојио је сребрну медаљу на Олимпијским играма 1996. у Атланти изгубивши у финалу од Андреа Агасија у три сета.
Стигао је и трећи пут до финала Ролан Гароса 1997. године, међутим поражен је од Густава Куертена из Бразила. Бругера је један од неколико играча који имају позитиван скор против Сампраса, од 3:2 у победама. Повукао се са тениских терена 2002. године.
Бругера је од 2013. до 2017. године био тренер француског тенисера Ришара Гаскеа.

## Гренд слем финала

### Појединачно 3 (2—1)
| Исход  | Година | Турнир          | Подлога | Противник          | Резултат                |
| Победа | 1993.  | Ролан Гарос     | Шљака   | Џим Куријер        | 6–4, 2–6, 6–2, 3–6, 6–3 |
| Победа | 1994.  | Ролан Гарос (2) | Шљака   | Алберто Берасатеги | 6–3, 7–5, 2–6, 6–1      |
| Финале | 1997.  | Ролан Гарос     | Шљака   | Густаво Куертен    | 3–6, 4–6, 2–6           |

### Појединачно 5 (2—3)
| Исход  | Година | Турнир          | Подлога | Противник       | Резултат                 |
| Победа | 1991.  | Монте Карло     | Шљака   | Борис Бекер     | 5–7, 6–4, 7–6(6), 7–6(4) |
| Победа | 1993.  | Монте Карло (2) | Шљака   | Седрик Пиолен   | 7–6(2), 6–0              |
| Финале | 1994.  | Монте Карло     | Шљака   | Андриј Медведев | 5–7, 1–6, 3–6            |
| Финале | 1995.  | Рим             | Шљака   | Томас Мустер    | 6–3, 6–7(5), 2–6, 3–6    |
| Финале | 1997.  | Мајами          | Тврда   | Томас Мустер    | 6–7(6), 3–6, 1–6         |

## Медаље на Олимпијским играма
| Медаља  | Датум         | Турнир                                 | Подлога | Противник   | Резултат      |
| Сребрна | 22. јул 1996. | Олимпијске игре, Атланта, Џорџија, САД | Тврда   | Андре Агаси | 2-6, 3-6, 1-6 |